# Markus Schiffner
Markus Schiffner (* 5. Juni 1992 in Linz) ist ein ehemaliger österreichischer Skispringer.

## Werdegang
Schiffner gab am 23. Februar 2008 in Hinterzarten bei einem FIS-Rennen sein internationales Debüt und belegte den 55. Platz. Nach weiteren FIS-Rennen debütierte er im Val di Fiemme im Alpencup und schaffte es als 23. auf Anhieb in die Punkte. Am 17. Jänner 2009 gab Schiffner in Lauscha sein Debüt im FIS Cup und gewann als 20. auf Anhieb elf Punkte. Nach weiteren FIS Cups, Alpencups, FIS-Rennen und Junioren-Wettkämpfen debütierte er im Juli 2009 in Villach im Continental Cup, holte jedoch als 49. und 40. keine Punkte. In der Saison 2009/10 ging er, außer beim Continental Cup in Villach und Bischofshofen und beim FIS Cup in Villach, wo er Dritter wurde, nur im Alpencup an den Start. Am 2. Juli 2010 holte Schiffner beim Continental Cup in Kranj als 25. erstmals COC-Punkte. In dieser Saison startete er erstmals regelmäßig im Continental Cup, gelegentlich auch im FIS Cup und im Alpencup. Bei der Junioren-WM in Otepää belegte Schiffner im Einzel den 13. Platz und holte im Team mit Michael Hayböck, Stefan Kraft und Thomas Lackner die Goldmedaille. Sein bestes Continental-Cup-Ergebnis in dieser Saison war ein siebter Platz in Brotterode am 5. Februar 2011. Trotzdem wurde Schiffner nach diesem Springen aus dem Continental Cup genommen und startete bei den letzten Springen im FIS Cup und im Alpencup. In Ramsau gewann er einen FIS Cup und in Chaux-Neuve einen Alpencup. Danach etablierte er sich im Continental Cup und gewann 2013 seinen ersten Continental-Cup-Wettbewerb im Herbst in Lillehammer. Ein Jahr später gewann er auch in Frenstadt. Im Sommer-Grand-Prix 2015 belegte er den vierten Platz (mit Michael Hayböck, Thomas Diethart und Andreas Kofler) in Hinterzarten. Gleich darauf machte er seine bis jetzt besten Ergebnisse im Sommer-Grand-Prix von Einsiedeln und Courchevel mit einem 16. und 13. Platz. In der Saison 2015/16 holte Schiffner seine ersten Weltcuppunkte mit Platz 24 am 20. Dezember 2015 in Engelberg.
Er gehörte zur österreichischen Auswahl für die WM 2017 und wurde dort 22. auf der Großschanze.
Seinen einzigen Sieg im Weltcup feierte Schiffner am 11. März 2017 in Oslo im Team mit Michael Hayböck, Stefan Kraft und Manuel Fettner.
Sein bestes Karriereergebnis im Weltcup feierte Schiffner am 5. Dezember 2020 in Nischni Tagil mit Rang zehn. Im gleichen Winter gewann er die Gesamtwertung im Continental Cup der Saison 2020/21 mit 794 Punkten.
Bei den Eröffnugnsspringen des Continental Cups 2022/23 konnte er noch zweimal punkten. Rund zwei Wochen später, am 20. September 2022, gab Markus Schiffner sein Karriereende bekannt.

## Erfolge

### Weltcupsiege im Team
| Nr. | Datum         | Ort  | Typ         |
| --- | ------------- | ---- | ----------- |
| 1.  | 11. März 2017 | Oslo | Großschanze |

### Continental-Cup-Siege im Einzel
| Nr. | Datum              | Ort         | Typ           |
| --- | ------------------ | ----------- | ------------- |
| 1.  | 14. September 2013 | Lillehammer | Großschanze   |
| 2.  | 29. August 2014    | Frenštát    | Normalschanze |
| 3.  | 27. Dezember 2018  | Engelberg   | Großschanze   |
| 4.  | 13. Februar 2021   | Klingenthal | Großschanze   |
| 5.  | 14. Februar 2021   | Klingenthal | Großschanze   |

## Statistik

### Weltcup-Platzierungen
| Saison  | Platz | Punkte |
| ------- | ----- | ------ |
| 2015/16 | 65.   | 007    |
| 2016/17 | 37.   | 081    |
| 2018/19 | 73.   | 002    |
| 2020/21 | 42.   | 076    |
| 2021/22 | 53.   | 031    |

### Grand-Prix-Platzierungen
| Saison | Platz | Punkte |
| ------ | ----- | ------ |
| 2015   | 57.   | 035    |
| 2016   | 24.   | 094    |
| 2017   | 43.   | 039    |
| 2018   | 56.   | 019    |
| 2021   | 07.   | 191    |

### Continental-Cup-Platzierungen
| Saison  | Sommer | Sommer | Winter | Winter | Gesamt | Gesamt |
| Saison  | Platz  | Punkte | Platz  | Punkte | Platz  | Punkte |
| ------- | ------ | ------ | ------ | ------ | ------ | ------ |
| 2010/11 | –      | –      | –      | –      | 58.    | 105    |
| 2012/13 | –      | –      | –      | –      | 66.    | 138    |
| 2013/14 | –      | –      | 21.    | 275    | 18.    | 401    |
| 2014/15 | 23.    | 135    | 30.    | 269    | 31.    | 404    |
| 2015/16 | 17.    | 199    | 12.    | 484    | 08.    | 683    |
| 2017/18 | –      | –      | 49.    | 117    | 61.    | 117    |
| 2018/19 | 45.    | 061    | 11.    | 586    | 15.    | 647    |
| 2019/20 | 08.    | 279    | 07.    | 460    | 06.    | 739    |
| 2020/21 | 05.    | 090    | 01.    | 794    | 01.    | 884    |
| 2021/22 | –      | –      | 26.    | 291    | 36.    | 291    |
| 2022/23 | 50.    | 016    | –      | –      | 97.    | 016    |